# Ernie Chambers
Ernest (Ernie) W. Chambers (n. 10 iulie 1937) este un fost senator independent al statului Nebraska. El este, de asemenea, un activist pentru drepturile civile și este considerat de majoritatea cetățenilor din Nebraska ca fiind liderul afroamerican cel mai proeminent și sincer din Nebraska. Perioada mandatului său în Parlamentul din Nebraska s-a încheiat în ianuarie 2009.

## Procesul contra lui Dumnezeu
Pe 14 septembrie 2007 el a depus un dosar la tribunalul din districtul Douglas prin care îl dădea în judecată pe Dumnezeu pentru că provoacă „inundații teribile, cutremure cumplite, uragane înfricoșătoare, tornade terifiante, boli pestilențiale, foamete grozavă, secete devastatoare, războaie de exterminare, malformații congenitale și altele asemenea” .
În cele din urmă, un judecător a respins procesul, spunând că Atotputernicul nu a fost citat în mod corespunzător din cauza lipsei la dosar a adresei sale de domiciliu.